# 양곡고등학교
양곡고등학교(陽谷高等學校)는 대한민국 경기도 김포시 양촌읍 양곡리에 있는 사립 고등학교이다.

## 학교 연혁
- 1953년 11월 : 양곡중학원 설립
- 1953년 12월 : 이휘문 초대 교장 취임
- 1954년 12월 : 재단법인 성애학원 설립 인가, 초대 반병섭 이사장 취임
- 1963년 12월 : 양곡고등학교 설립 인가(인문과 3학급)
- 1964년 1월 : 재단법인 성애학원을 학교법인 양곡학원으로 조직변경 인가
- 1969년 11월 : 양곡종합고등학교 인가 (보통과, 상과, 전자과)
- 1972년 12월 : 양곡종합고등학교 24학급 인가(보통과, 상업과, 전자과)
- 1983년 1월 : 제7대 이사장 김원용 선생 취임
- 1983년 10월 : 학교법인 선명학원에서 인수합병
- 1984년 2월 : 본관 2,3층 증축 준공
- 1988년 2월 : 강당 신축 준공
- 1999년 6월 : 급식소(조리실, 식당) 2층 신축 준공 (1999.4.19 급식개시)
- 2004년 4월 : 양곡고등학교로 교명 변경
- 2004년 9월 : 븟나올 도서관 개관
- 2007년 6월 : 기숙사(동량관) 및 다목적 학습실 준공
- 2011년 12월 : 급식실 증축공사(동량관 4층, 5층)
- 2012년 7월 : 제9대 김태웅 이사장 취임
- 2013년 8월 : 인조잔디구장 준공
- 2013년 8월 : 학과변경인가 (보통과 7)
- 2013년 9월 : 경기도혁신학교 지정(4년간)
- 2023년 9월 : 양곡고등학교 제9대 박윤식 교장 취임
- 2024년 1월 : 양곡고등학교 제59회(225명) 졸업 총계 16,049명

## 참고 자료
- 양곡고등학교 - 한국교육학술정보원 학교알리미